# Taisija Čenčiková
Taisija Filippovna Čenčiková (rusky Таисия Филипповна Ченчик, anglicky Taisiya Chenchik; 30. ledna 1936 Pryluky, Černihivská oblast, Ukrajinská SSR – 19. listopadu 2013 Čeljabinsk) byla sovětská atletka ukrajinské národnosti, bronzová olympijská medailistka a mistryně Evropy ve skoku do výšky. Ve své disciplíně jednou vyrovnala a jednou posunula hodnotu halového světového rekordu (3. února 1958, Leningrad – 175 cm).

## Kariéra
Jeden z prvních úspěchů zaznamenala v roce 1958 na ME v atletice ve Stockholmu, když získala stříbrnou medaili (170 cm). V roce 1960 reprezentovala na letních olympijských hrách v Římě, kde ve finále obsadila 5. místo (168 cm). Na Mistrovství Evropy v atletice 1962 v Bělehradu skončila na 6. místě. V roce 1963 získala zlatou medaili na světové letní univerziádě v brazilském Porto Alegre, kde k titulu překonala 172 cm.
O rok později se ji podařilo na letních olympijských hrách v Tokiu vybojovat výkonem 178 cm bronzovou medaili. Stříbro brala za 180 cm Michele Brownová z Austrálie a olympijskou vítězkou se stala Rumunka Jolanda Balaşová, která skočila napoprvé 190 cm. V roce 1966 uspěla na evropském šampionátu v Budapešti, kde se stala mistryní Evropy (175 cm).
V roce 1967 získala zlatou medaili na druhém ročníku evropských halových her (předchůdce halového ME) v Praze, kde napoprvé překonala 176 cm.